# Chantal Navarro
Chantal Navarro épouse Klein (née le 10 décembre 1950 à Royan) est une athlète française, spécialiste des courses de demi-fond.

## Biographie
Elle est sacrée championne de France du 3 000 mètres en 1976 et championne de France du marathon en 1981.